# Grøn mamba
Den grønne mamba (Dendroaspis angusticeps), også kaldet østgrøn mamba, er en meget giftig slange i familien giftsnoge (Elapidae). Det er den mindste mamba i slægten Dendroaspis. Den grønne mamba lever i træer og er hjemmehørende i kystområder i det sydlige Østafrika. Den blev først beskrevet af  den skotske kirurg og zoolog Andrew Smith i 1849. 

## Udseende
Slangen har et klart markant hoved, en slank bygning og en lang hale. Den har en blank græsgrøn ryg og en grøngul bug. Voksne hunner har en gennemsnitlig længde på omkring 2 m, og hannerne er lidt mindre.

## Adfærd
Slangen lever hovedsageligt i træer og falder sjældent ned til jorden, medmindre den jager bytte eller soler sig i solen. Grønne mambaer er aktive døgnet rundt. I modsætning til sort mamba er den genert og ses sjældent. Den er heller ikke så aggressiv, og den bider ikke ofte, når den er truet, i stedet trækker den sig tilbage fra fare. Men fortsatte provokationer får slangen til at hugge og bide, men det er sjældent. 
Grønne mamboer bygger deres reder hvor der er træer, ofte i grønne skove, kystskove eller fugtige savanner. Bambuslunde og mangoplantager er også kendte tilholdssteder.

## Føde
Kosten består hovedsageligt af småfugle, fugleæg og smågnavere. Unge mambaer spiser nogle gange også andre krybdyr, såsom kamæleoner.

## Formering
Parringshandlingen kan tage op til 17 timer. Den grønne mamba lægger 6-17 æg om sommeren, normalt i hule træer i sparsom vegetation. Når æggene klækkes, er ungerne 35-45 centimeter lange og giftige lige fra fødslen. Artens hanner er kendt for at kæmpe for at parre sig, svarende til kampene mellem hannerne hos kongekobraen. Kampene, som kan vare i flere timer, involverer brydning, hvor slangerne slynger sig om hinanden og skubber rivalen til jorden, men de bider ikke hinanden.

## Gift
Den grønne mambas gift består af både neurotoksiner (nervegifte) og kardiotoksiner (hjertegifte). Giften ligner i sammensætning og virkning giften fra den sorte mamba, men den er kun en tiendedel så giftig, og mængden af gift som slangen indsprøjter byttet er mindre, jo mindre slangen er. På trods af dette er et bid fra en grøn mamba dødeligt og skal behandles med det samme. Symptomer på forgiftning omfatter hævelse af injektionsstedet, svimmelhed og kvalme, ledsaget af vejrtrækningsbesvær og synkebesvær, uregelmæssig hjerterytme og kramper udvikler sig til lammelse af åndedrættet. 